# Parhueña
Pour les articles homonymes, voir Parhuena.
Parhueña est l'une des quatre paroisses civiles de la municipalité d'Atures dans l'État d'Amazonas au Venezuela. Son chef-lieu est Limón de Parhueña.